# Obon
Obon oder O-bon (japanisch お盆, 御盆) oder nur Bon (盆; das „O“, „お“, „御“ ist ein japanisches Honorativpräfix) ist ein traditionelles buddhistisches Fest und Feiertag in Japan zur Errettung der Seelen der verstorbenen Ahnen. Dieses ursprünglich konfuzianisch-buddhistische Brauchtum dient, neben der spirituellen Zusammenführung der Familienmitglieder zwischen Jenseits und Diesseits, auch als Anlass für Familientreffen, deren Mitglieder aufgrund verschiedener Lebenslagen manchmal weit verstreut leben. Das Familienfest O-bon hat im Volkstum sowohl eine religiöse als auch soziale Aufgabe und Bedeutung.

## Etymologie
Das Wort Obon ist eine verkürzte Form von Urabon – japanisch 盂蘭盆, 于蘭盆, kana うらぼん; chinesisch 孟蘭盆 / 孟兰盆,  Yúlánpén – eine japanische Lehnbezeichnung des Sanskrit-Wortes ullambana – उल्लम्बन, auch avalambana – jap. 盂蘭盆會 urabon'e; chin. 孟蘭盆會 / 孟兰盆会,  Yúlánpénhuì – für das „kopfüber in der Hölle Hängen und Leiden“, was den „Hungergeistern“ – sanskrit प्रेत preta; japanisch 餓鬼, がき gaki; chinesisch 餓鬼 / 饿鬼,  èguǐ geschieht, die jedoch einmal jährlich aus der Unterwelt ins Diesseits zurückkehren dürfen.

## Entstehung
Die Ursprünge des Obon gehen auf das hinduistische Dīvalī-Fest (auch Dīpāvalī-Fest, Lichterfest), verschmolzen mit Avalambana – Ullambana, der Speisung der Preta („hungrige Geister“) – und den am selben Tag abgehaltenen taoistischen Riten des „Zhōngyuán-Fests“ – japanisch 中元 Chūgen, mit dem Honorativpräfix „O“, auch お中元 Ochūgen – zurück. Durch ihre symbolische Speisung soll deren Leiden in der Hölle gelindert werden.
Das entsprechendes Avalambana-Sutra – auch Ullambana-Sutra genannt – jap. 孟蘭盆経 Urabon-kyō; chin. 孟蘭盆經 / 孟兰盆经,  Yúlánpénjīng, übersetzt vom buddhistischen Mönch und Sutra-Übersetzer Dharmaraksha – japanisch 竺法護 Jiku Hōgo; chin. 竺法護 / 竺法护,  Zhú Fǎhù, * ca. 233 – zur Zeit der westlichen Jin (265–316), gelang als chinesische Übersetzung zur Zeit der Sui (581–619) und Tang (618–907) in der Periode der Asuka-Zeit (538 oder 592–710) nach Japan. In ihm wird das vielseitige Zeremoniell des Allerseelenfestes – anfänglich am 15. später dann 13. bis 16. des siebten Mondmonats – mit Allerseelen-Opfer urabon-kuyō (盂蘭盆供養) – besonders für Vater und Mutter der jetzigen und von sieben früheren Generationen – als von Shakyamuni herrührend dargestellt. Eine Abschrift japanischerseits aus dem 15. Jahr Tempyō (天平, 743) ist erhalten.
Die Einführung der „Lichtkomponente“ des O-bon – von Basil Chamberlain als „Laternenfest“ bezeichnet – fand in Japan erst 1230 auf Anordnung Go-Horikawa-tennōs statt. Das Abbrennen von Scheiterhaufen, oft in Form eines großen Kanji-Zeichens, beispielsweise Dai – 大, deshalb Daimonji no hi – 大文字の火 ‚Feuer der großen Schriftzeichen‘ – am Abend des 16. soll auf Kōbō Daishi zurückgehen. Jedenfalls hat es seinen Ursprung in Shingon- oder Tendai-Riten. Die tantrische Schule hat auch eine Vielzahl von Pretaspeisungs-Opferriten (u. a. Segaki-ho, Ikitama-e) geschaffen.
Am letzten Abend werden beim Tōrō nagashi-Laternen schwimmen gelassen, um die Seelen der Verstorbenen zu führen.
Dieses ursprünglich religiöse buddhistische Fest ist inzwischen auch zu einem Familien-Wiedervereinigungs-Feiertag geworden, zu dem die Menschen aus den großen Städten in ihre Heimatstädte zurückkommen und die Gräber ihrer Vorfahren besuchen und säubern.
Traditionsgemäß mit einem Tanz-Festival verbunden, besteht das Obon in Japan bereits seit mehr als 500 Jahren. Das Obon-Fest dauert traditionell drei Tage und wird im östlichen Teil Japans (z. B. Kantō, Tōhoku, Tokio) vom 13. Juli („Willkommens-Obon“) bis zum 15. bzw. 16. Juli („Abschieds-Obon“) im Monat Juli gefeiert und daher auch Shichigatsu-Bon – 七月盆 ‚Obon in Juli‘. Im westlichen bzw. restlichen Teil Japans (z. B. Chūgoku, Shikoku, Kagoshima, Okinawa) findet die Feier im August vom 13.–15. statt und wird daher auch Hachigatsu-Bon – 八月盆 ‚Obon im August‘ – genannt. In manche Gegenden Japans wird das Fest noch nach den Traditionen des „Alt-O-bons“ – Kyū-bon 旧盆 ‚Alt-Bon‘ – nach dem selten genutzten gebundenen Mondkalender gefeiert. Der Grund für die regionalen Unterschiede im Datum hat mit der historischen Kalendarumstellung zum Beginn der Meiji-Zeit von der traditionell japanische Zeitrechnung mit dem gebundenen Mondkalender zur „modernen Neuzeit“ mit dem gregorianischen Kalender zu tun. In den letzten Jahren legten die meisten Teile Tokios den Obon in die Sommerferienzeit im August.
Die mit dem Obon verbundenen Tänze werden von der Geschichte eines Jüngers Buddhas, Maudgalyāyana (japanisch 目犍連 mokukenren, auch 目連 Mokuren), abgeleitet, der in einer Vision seine verstorbene Mutter im „Königreich der hungrigen Geister“ sah, wo sie sich der Selbstsucht hingab. Entsetzt ging er zu Buddha und fragte, wie er seine Mutter aus diesem Geisterreich befreien könne. Buddha antwortete, er solle am 15. Juli ein großes Fest für die letzten sieben Generationen der Verstorbenen ausrichten. Der Jünger tat dies und erreichte so die Befreiung seiner Mutter. Zugleich erkannte er dabei ihre Selbstlosigkeit und die vielen Opfer, die sie für ihn gebracht hatte. Der Jünger tanzte vor Freude, glücklich wegen der Freigabe seiner Mutter und dankbar für ihre Freundlichkeit.
Von diesem Tanz der Freude abgeleitet ist der Bon Odori (盆踊り ‚Bon-Tanz‘), mit dem beim O-bon an die Vorfahren und ihre Opfer erinnert wird.
Obon entspricht dem buddhistischen Ullambanafest bzw. dem chinesischen Geisterfest und ähnelt dem mexikanischen Día de Los Muertos, in einigen Aspekten auch dem christlichen Totensonntag.

## Traditionen

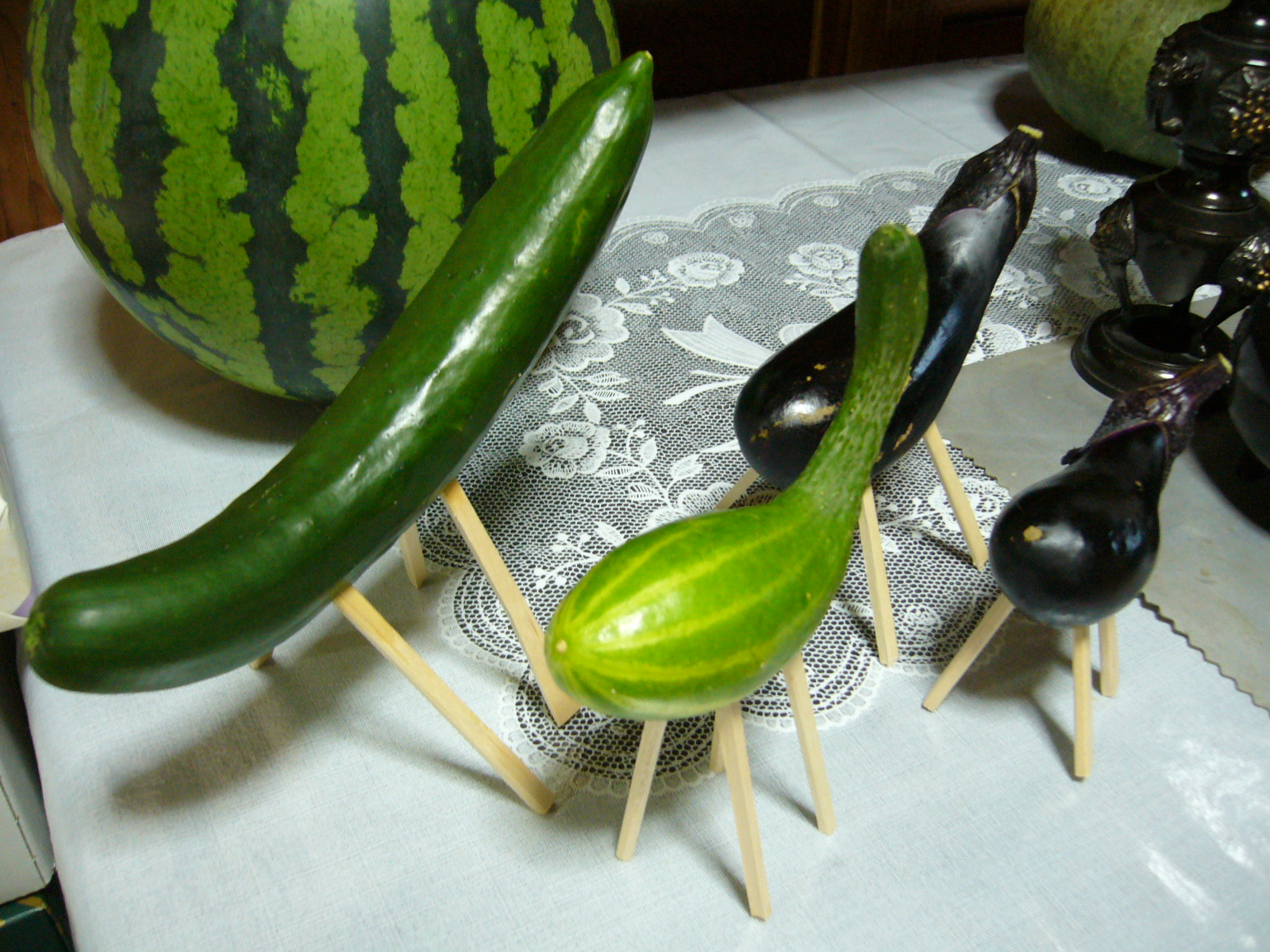
Gurke – Shōryō-uma, Aubergine – Shōryō-ushi – Symbolische Reittiere ins Dies- und Jenseits

Das Obon wird in ganz Japan gefeiert, da es in den Sommermonaten stattfindet tragen viele Japaner zum Fest einen Yukata als „leichte Variante“ des traditionellen Kimonos. Die Art der Feier ist von Region zu Region traditionell etwas unterschiedlich.
Am Hausaltar (Butsudan) oder in buddhistischen Tempeln werden Speisen für die Ahnen platziert, die durch dekorative Elemente wie eine Gurke und Aubergine ergänzt werden können. Diese symbolisieren die Reittiere Pferd und Rind – Shōryō-uma (精霊馬 ‚Seelenpferd‘), Shōryō-ushi (精霊牛 ‚Seelenrind‘) genannt – mit denen die Toten ins Diesseits zurückkehren. Das schnelle „Seelenpferd“ bringt die Seelen der Verwandten rasch ins Haus der Familie im Diesseits und das langsame „Seelenrind“ bringt die Seelen der Familienmitglieder gemächlich zurück ins Jenseits. In einigen Gegenden Japans werden gegen Ende des Festes von Kindern Geschenke für Jizo auf den Altären platziert, der sich als Bodhisattva um die verstorbenen Kinder im Jenseits kümmert.

### Bon Odori
Ursprünglich tanzte das Volk Nenbutsu, um die Geister der Toten zu begrüßen. Die einzelnen Gegenden Japans haben häufig ihre eigene Weise, den Bon Odori (盆踊り ‚Ullambana-Tanz‘) zu tanzen, und ihre eigene Musik dazu. So ist z. B. der Awa Odori (阿波おどり, 阿波踊り) aus der Präfektur Tokushima ganz anders der Gujō Odori (郡上おどり, auch 郡上踊り) aus der Präfektur Gifu. Seit 2011 gibt es in Frankfurt am Main den Frankfurt Ondo, der aus Anlass der 150 Jahre alten Beziehungen zwischen Japan und Deutschland komponiert wurde. Die gespielte Musik reicht von klassischer Musik bis zu traditioneller japanischer Musik wie Makkō Ondo.

### Okuribi
Neben dem Tanz gibt es auch das Feuerritual Okuribi (送り火 ‚Geleitfeuer‘) mit dem die Familie Seelen der verstorbene Ahnen durch ein „Willkommensfeuer“ am Haus begrüßt (迎え火 mukae-bi) und beim Abschluss des Fests durch ein „Geleitfeuer“ sie wieder ins Jenseits schickt (送り火 okuri-bi).
Das Ritual Gozan no Okuribi (五山送り火 ‚Geleitfeuer der fünf Berge‘) ist z. B. eine bekannte Tradition in Kyoto, die man umgangssprachlich meist als Daimonji (大文字 ‚Großes Schriftzeichen‘) kennt. Dieser lokale Brauch ist außerhalb Japans nirgends bekannt und somit etwas besonderes.

## Galerie

Bon Odori-Tanz
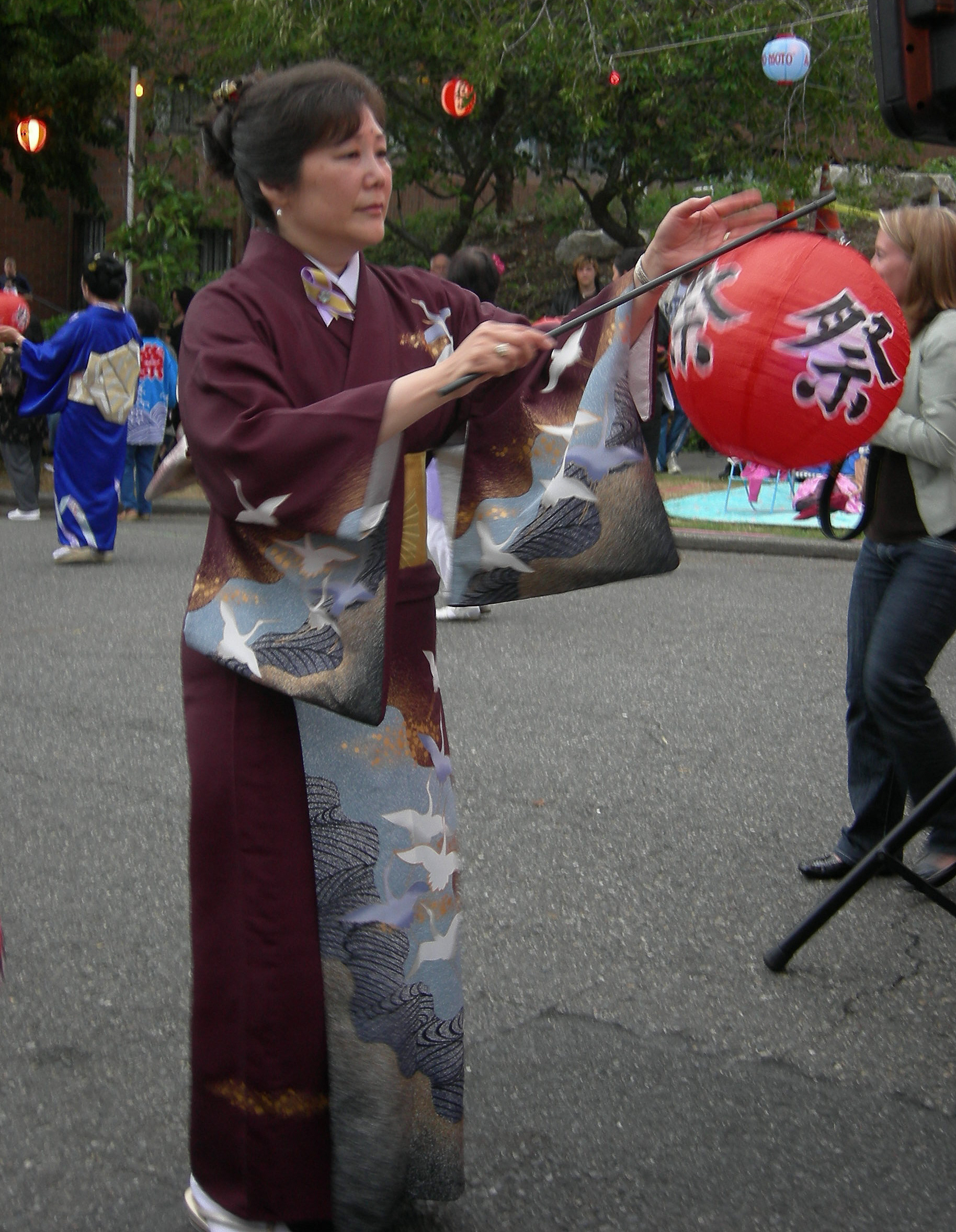
Bon Odori-Matsuri, Seattle 2007
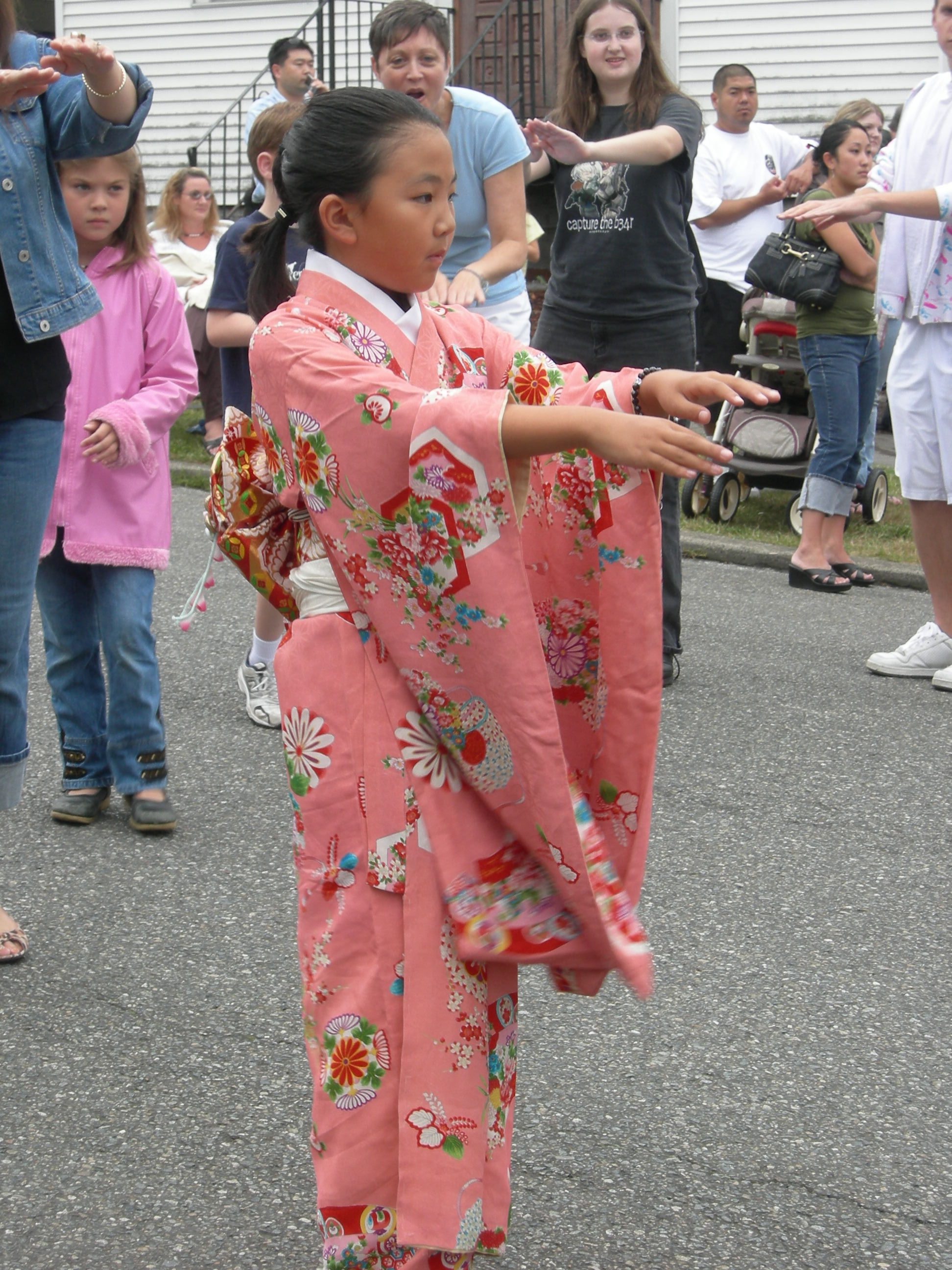
Mi Kokoro Ondo – Tanz, Seattle 2007
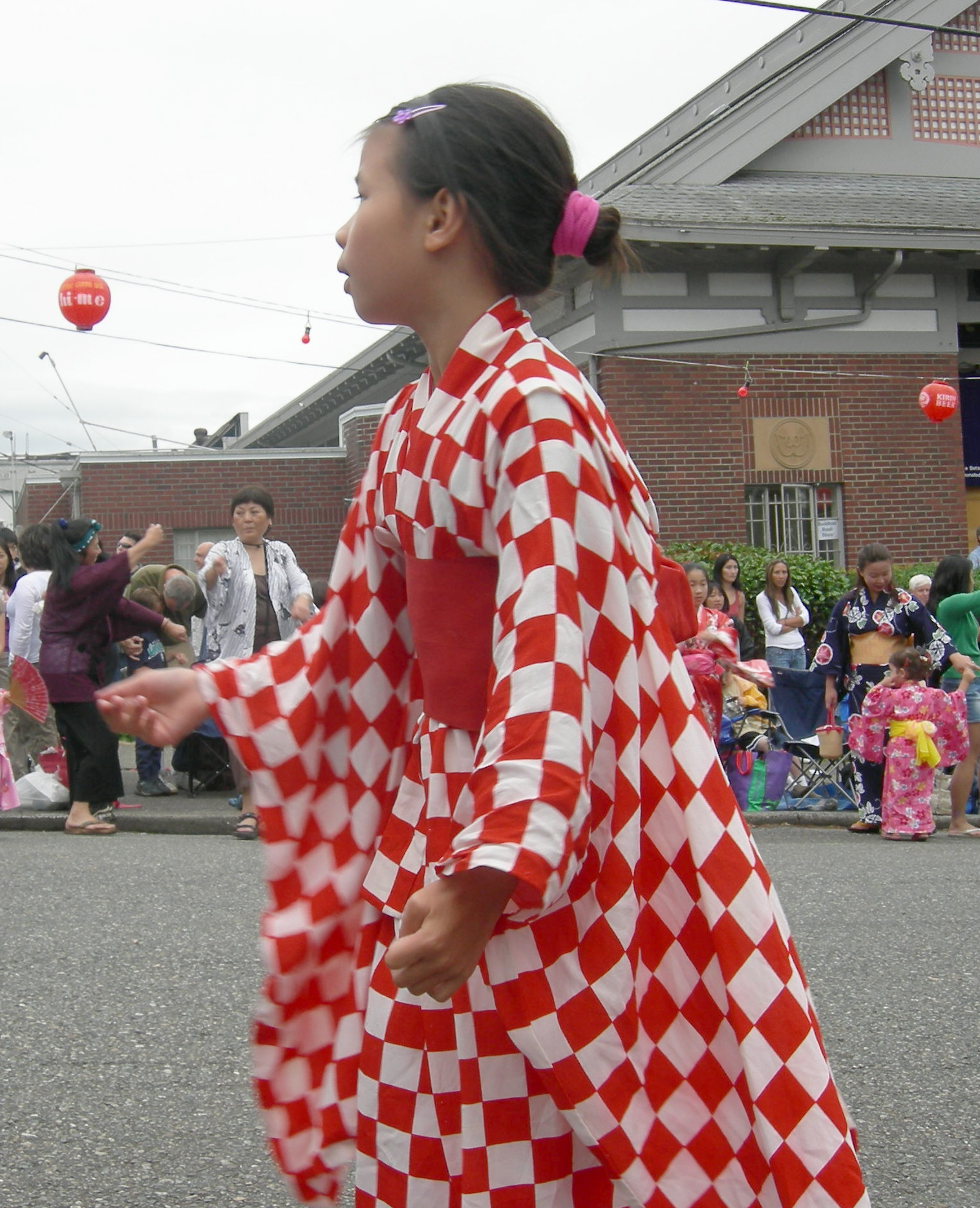
Hiroshima Ondo – Tanz, Seattle 2007
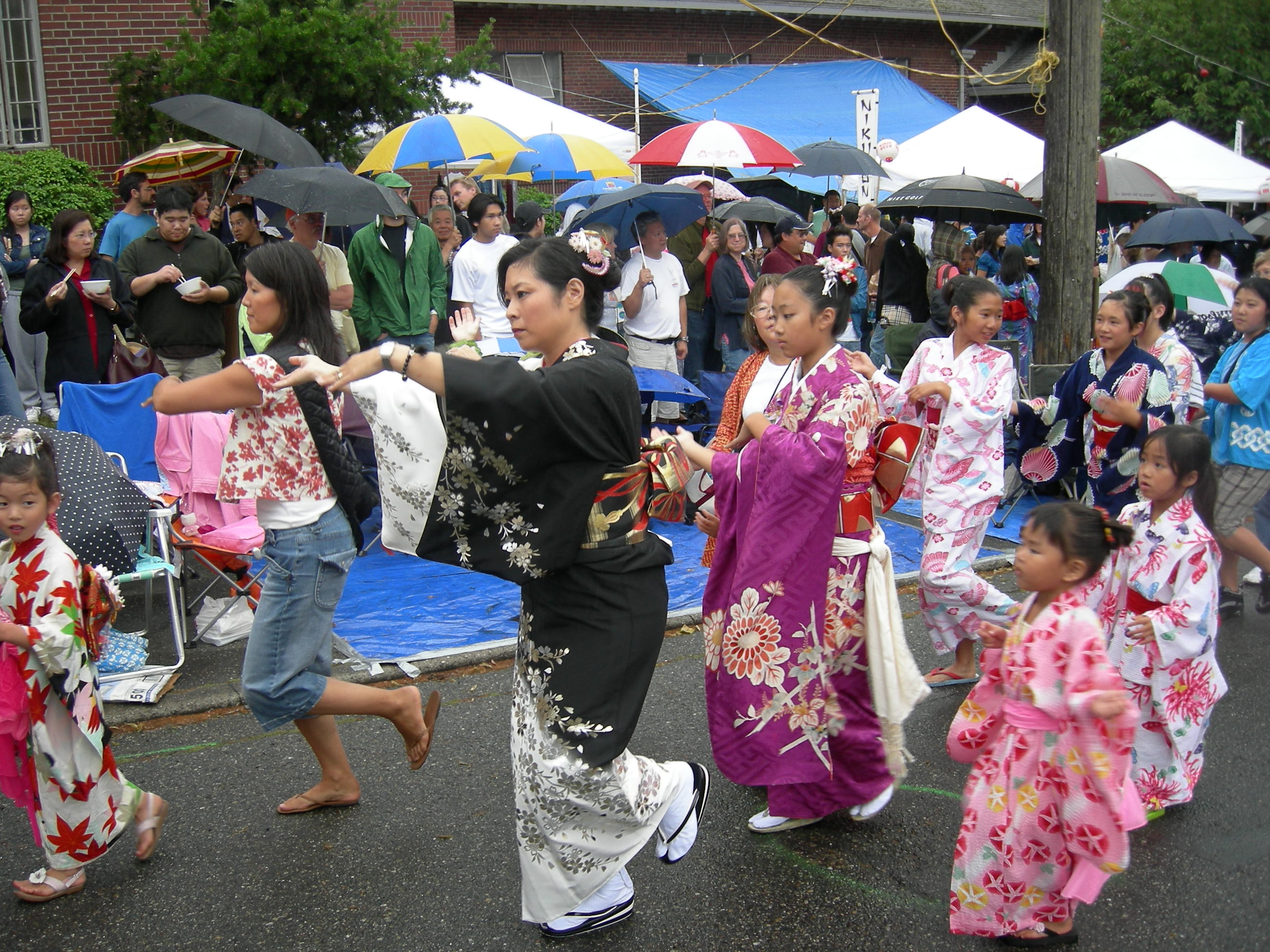
Bon Odori, Seattle 2007
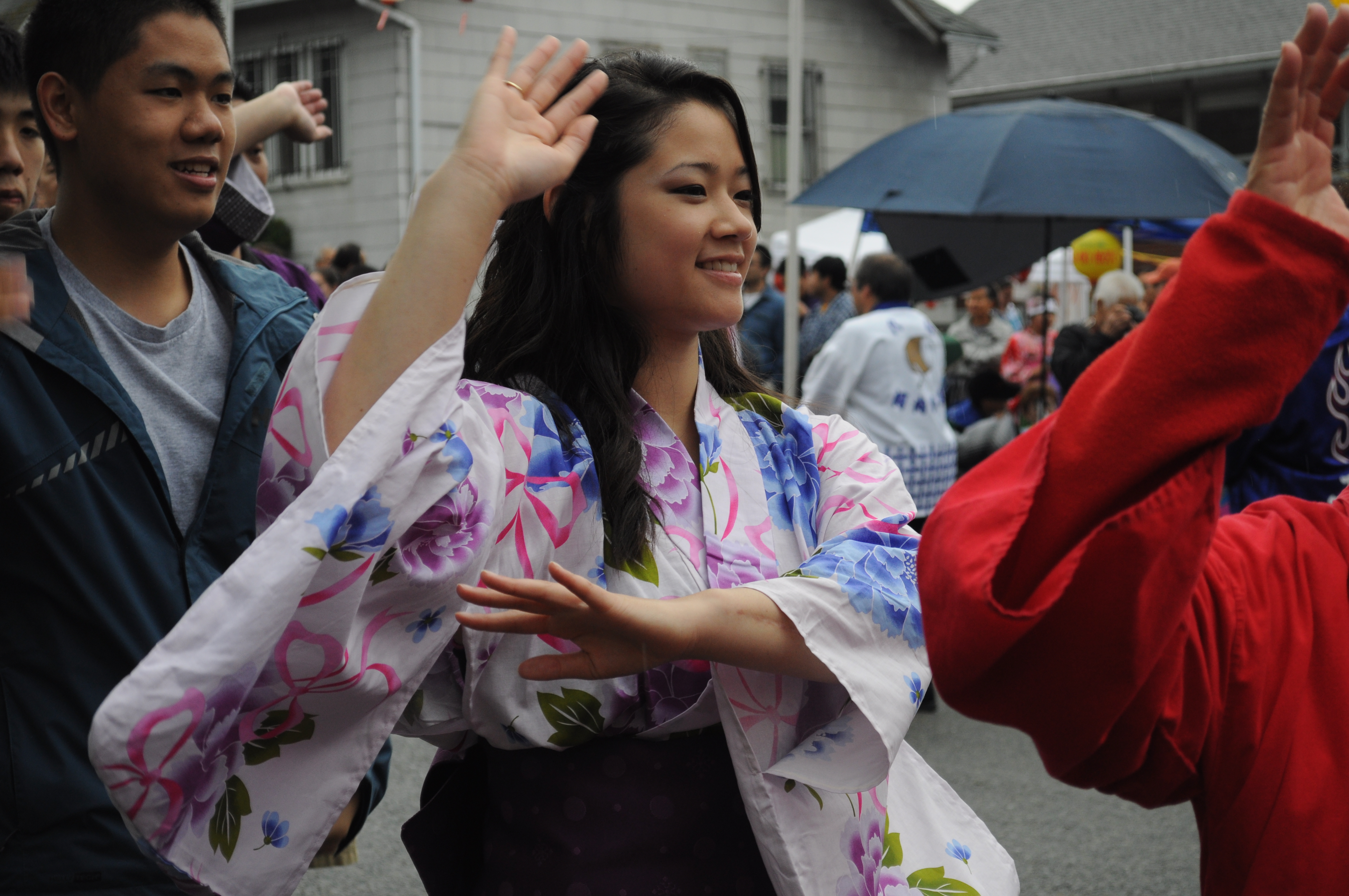
Bon Odori, Seattle 2011
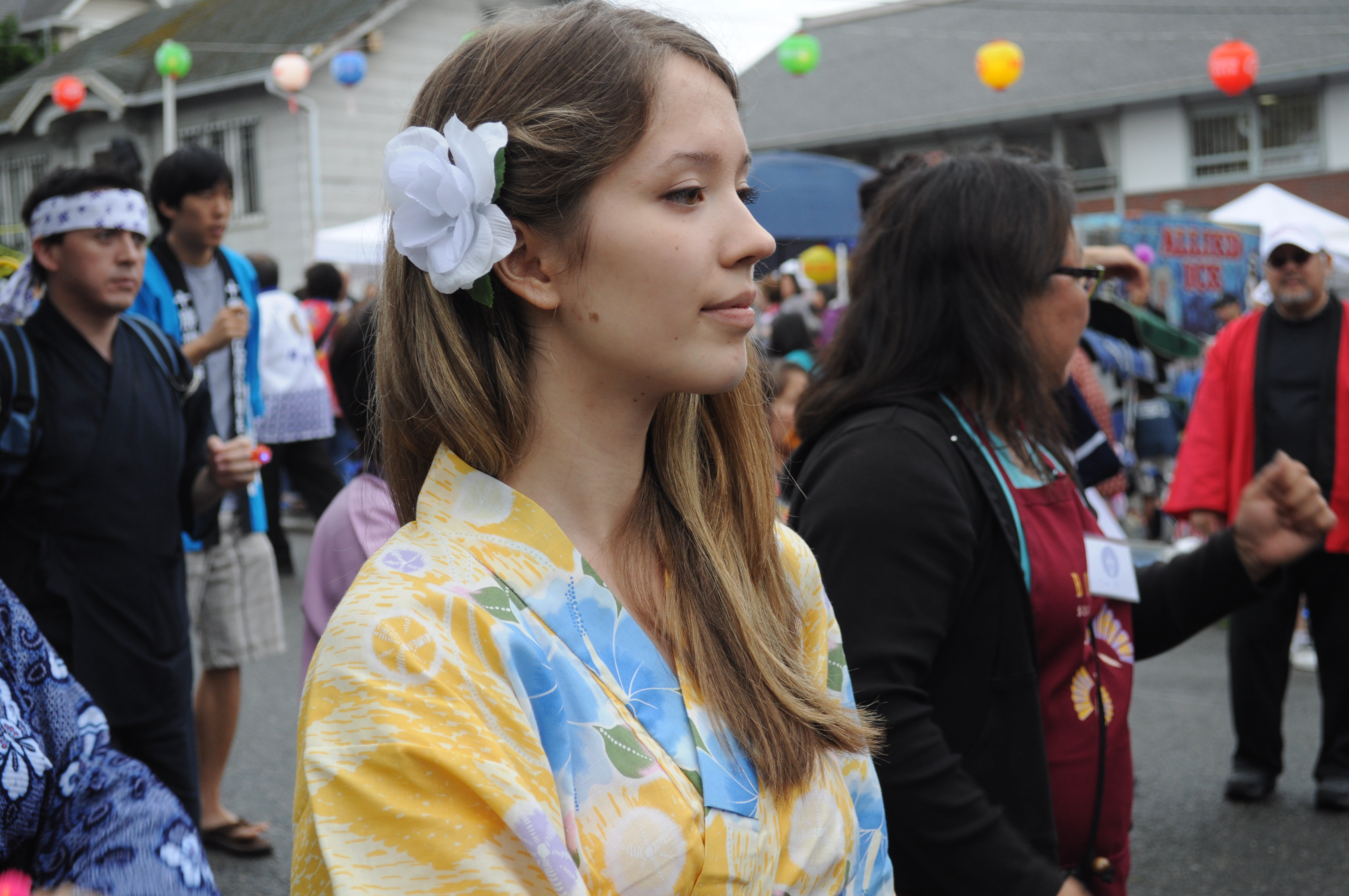
Bon Odori, Seattle 2011

Verschiedene O-bon-Traditionen
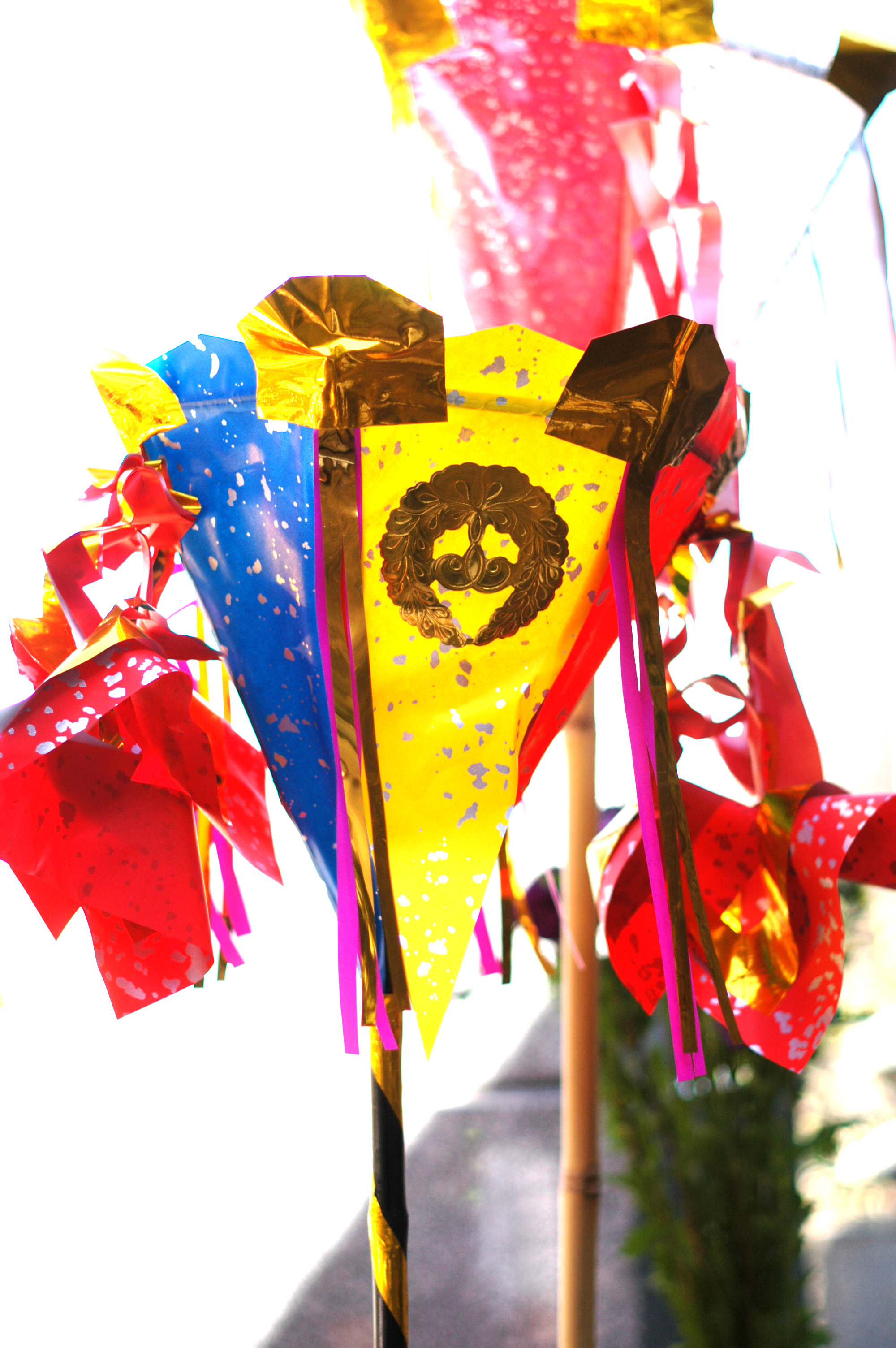
Bondoro – 盆燈籠 – Grablaterne, Japan 2007
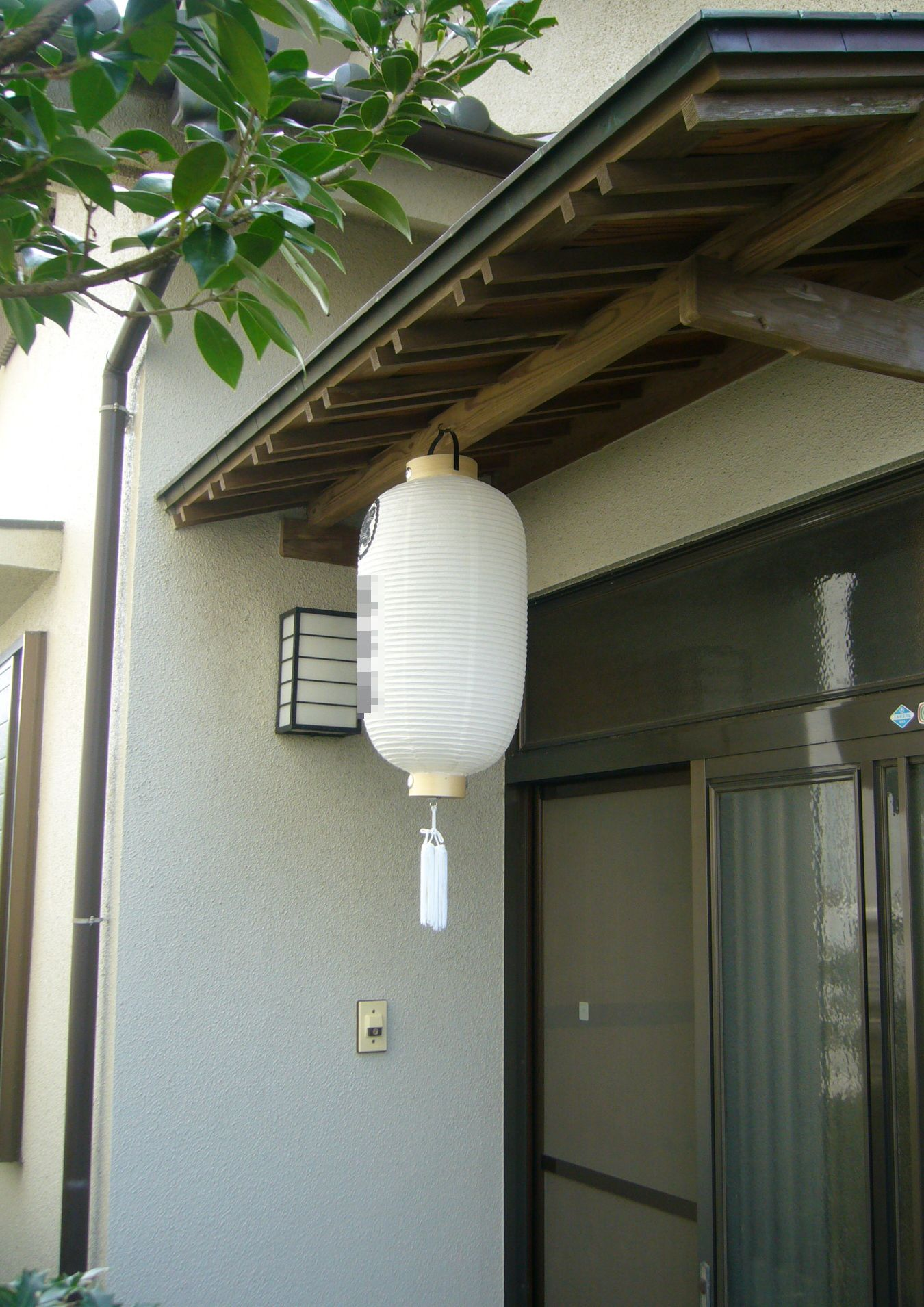
Shinbon Chōchin – 新盆提灯, Katori 2008
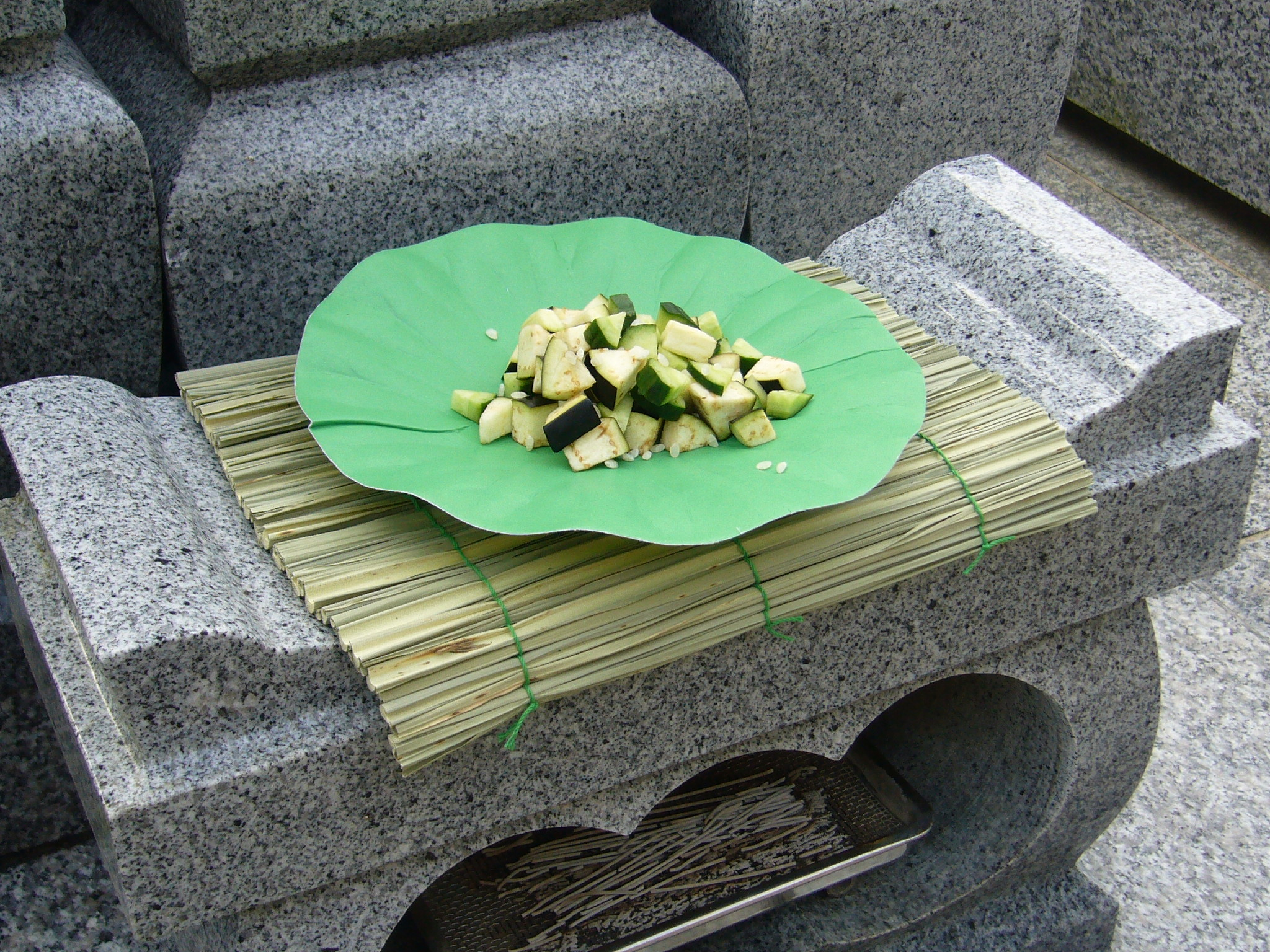
Gurken und Auberginen – Opfergabe – お膳 ozen – am Grab, Katori 2008
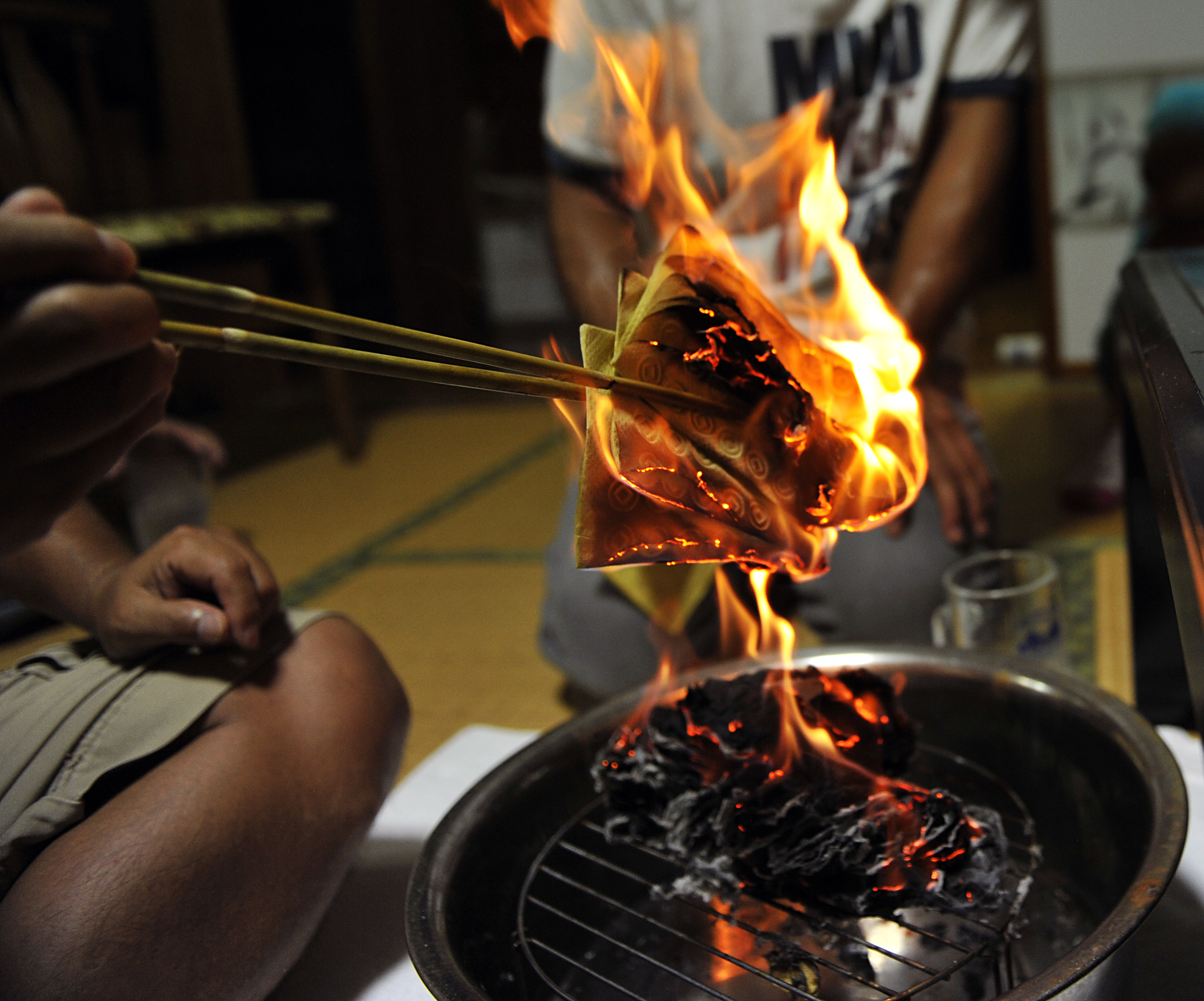
Uchikabi-Verbrennung ryūkyū 打ち紙 ウチカビ, Okinawa 2014
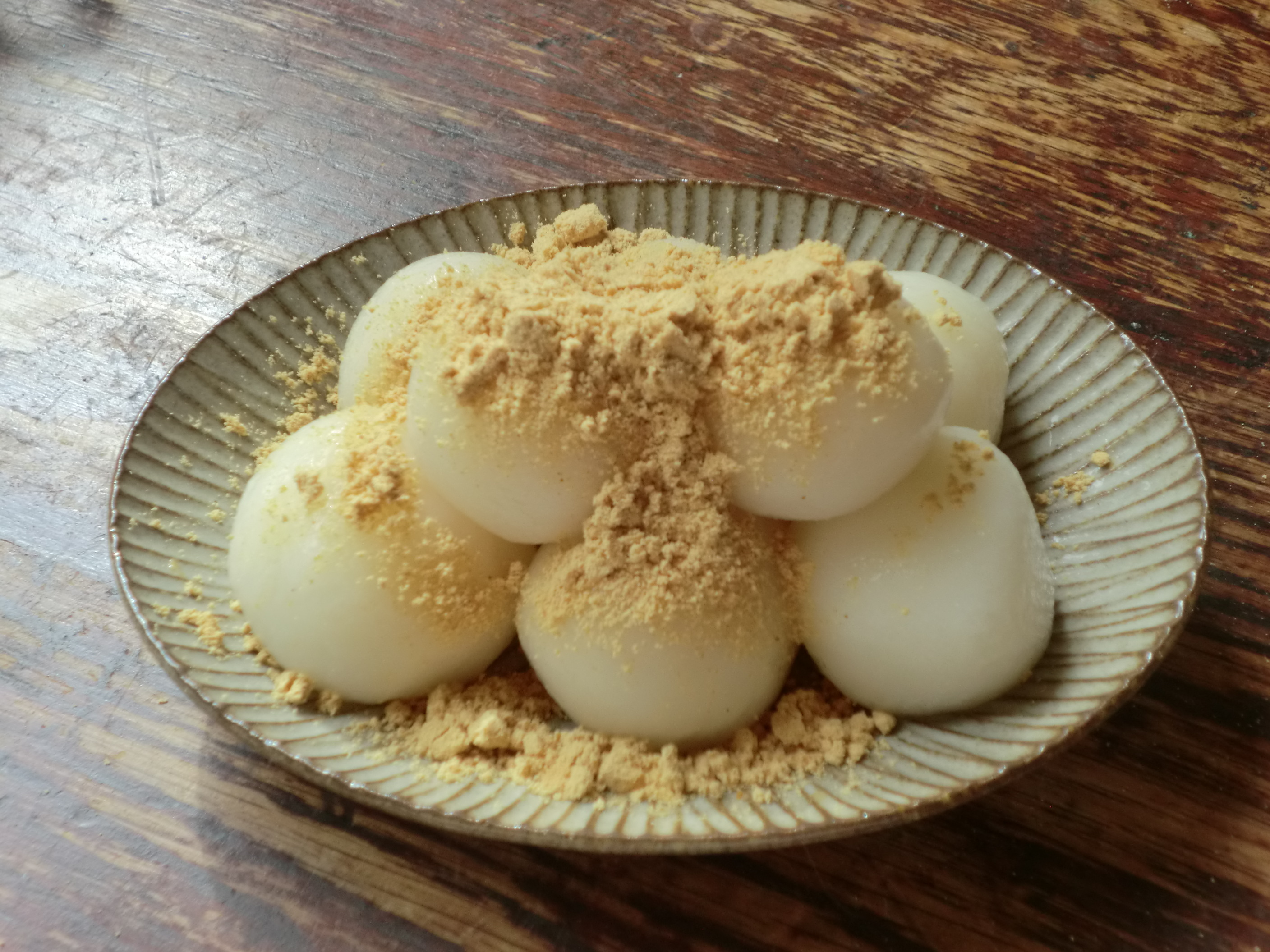
Okuri-Dango – 送り団子, Japan 2008
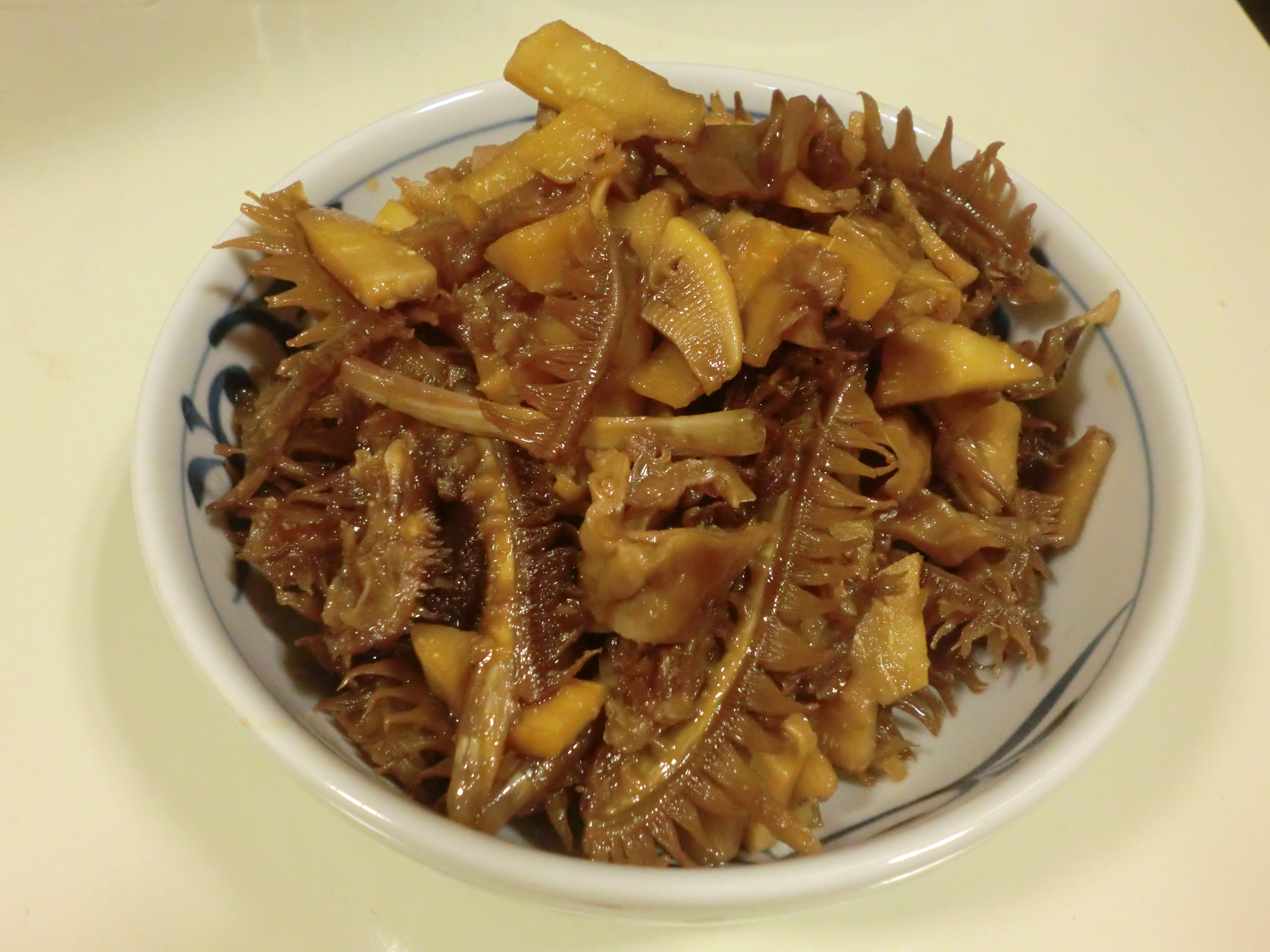
Bondara – 盆鱈, auch 盆だら, Fukuoka 2011

## Fußnote
1. ↑  
Das ursprüngliche Datum des Obon-Festes im 13. bis 16. des siebten Mondmonat (nach dem japanischen Kalender) entspricht in etwa dem 13. bis 16. des Monats August im gregorianischen Kalender. Obwohl es im Allgemeinen regional zeitliche Unterschiede gibt, wird heute das Obon-Fest in den meisten Regionen Japans am 15. August gefeiert (Stand 2019).